# Кан академија
Кан академија (енгл. Khan Academy) је непрофитна образовна организација настала 2006. године са циљем да обезбеди "бесплатно, првокласно образовање за било кога, било где". Организација производи предавања у облику Јутуб видеа. Поред предавања, сајт ове организације нуди вежбе и алате за васпитаче. Сви садржаји су доступни бесплатно свакоме широм света.

## Оснивање
Оснивач организације, Салман Кан, је рођен и одрастао у Њу Орлеансу, САД од оца из Барисала, Бангладеш, и мајке из Калкуте, Индија. Након три дипломе стечене на Масачусетском технолошком институту (диплопирани математичар, мастер електротехнике и рачунарства, мастер инжењер електротехнике и рачунарства) је наставио студије на универзитету Харвард и стекао магистарско звање из области менаџмента.
Крајем 2004. године, Кан је почео подучавање своје рођаке Надије. Када су други рођаци приметили колико је Надија напредовала, тражили су сличну помоћ, и Кан је одлучио да би било практичније да направи видео лекције које би поставио на Јутуб Популарност видеа и захвалност људи који су гледали лекције су разлог због кога је Кан одлучио да напусти посао финансијског аналитичара у познатој корпорацији и да се посвети прављењу видео лекција.
Пројекат је финансиран донацијама. Кан академија је непрофитна организација, тренутно значајно подржана од стране „Бил и Мелинда Гејтс“ фондације, Ане и Џона Доера, бразилске Леман фондације и Гугла. У 2010. години, Гугл је објавио да ће уложити 2 милиона долара у Кан академију за стварање више курсева и за превођење садржаја на разне језике, као део њиховог пројекта 10100.
У почетку, Кан академија је нудила видео лекције углавном из области математике. Захваљујући донацијама, Кан академија је успела да прошири научне области на курсеве из историје, медицине, економије, физике, хемије, биологије, астрономије, историје уметности, музике, компјутерског програмирања и информатике. Видео лекције Кан академије имају више од 539.333.000 прегледа а сајт има више од 25.493.000 пријављених корисника(април 2015).
Кан Академија има хиљаде ресурса преведених на друге језике. Шпанска верзија сајта је покренута у септембру 2013. године. Веб-сајт је подржан од стране партнера и волонтера из Индонезије, Немачке, Шпаније, Чешке, Француске, Италије, Норвешке, Пољске, Португалије, Русије, Турске, Грчке, Бугарске, Украјине, Саудијске Арабије, Ирана, Индије, Кине... Од јуна 2014. године, сајт Кан академије је преведен на 23 језика а видео лекције на 65.

## Методологија
Кан академија је направила више од 6500 видео лекција (углавном трају између 5 и 10 минута). Све видео лекције су снимљене на Јутуб налогу и постављене на сајт Кан академије, који садржи карактеристике праћења активности и напретка у учењу, вежбе, алате за ученике и наставнике...
Видео лекције су урађене цртањем схема, слика и формула на електронској табли уз објашњења предавача, што оснивачи сматрају као предност у односу на класично учење у школи јер ученици имају могућност паузирања видеа и постављања питања на форум платформи испод видеа.

## Донације и значајни догађаји
Кан академија је једна од најпопуларнијих платформи за е-учење
- Бил Гејтс је причао о Кан академији на Аспенском фестивалу идеја.
- 2010, Гуглов пројекат 10100 је донирао 2 милиона долара Кан академији.
- 2011, Кан академија је примила 5 милиона долара од O'Суливан фондације.
- Априла 2012, оснивач Кан академије, Салман Кан, је уврштен у листу престижног магазина Тајм као један од 100 најутицајнијих људи за 2012. годину.
- Кан је један од пет добитника Хајнцове награде за 2014. годину.
- Јула 2014, влада САД је уложила 2 милиона долара у пробни пројекат у својим школама где ће настава математике у појединим школама бити одржана на платформи Кан академије. Пројекат је заказан за школску 2015–2016.